# Olpidium luxurians
Olpidium luxurians är en svampart som först beskrevs av Tomaschek, och fick sitt nu gällande namn av A. Fisch. 1892. Olpidium luxurians ingår i släktet Olpidium och familjen Olpidiaceae.   Inga underarter finns listade i Catalogue of Life.